# 孙璋 (后唐)
孙璋（872年—932年），齐州历城（今山东省济南市）人，五代十国政治人物。
孙璋出身行伍，开始为后梁杨师厚部将，后补奉化军使。归降后唐，唐庄宗任命他为澶州都指挥使。邺兵之变，跟随李嗣源赴难京师。李嗣源即位为唐明宗，天成初年，历任赵州刺史、登州刺史，齐州防御使。王都在定州起兵，孙璋为定州行营都虞候，平定王都，加检校太保。长兴初年，授鄜州节度使，罢镇，在洛阳去世，时年六十一岁。赠太尉。